# أميرة ديمتري

## حياتها
أميرة زينو ديمتري إمراة سودانية من مواليد الخرطوم ، قبطية الديانة هي أول امرأة تنال رتبة لواء بالقوات المسلحة السودانية.
نشأت في أسرة تتكون من 3 بنات وولدين، شجعها والديها على التعليم، على عكس المجتمع السوداني في سبعينيات القرن الماضي.

## المراحل التعليمة
درست الطب بجامعة الخرطوم، تخصص جراحة وانضمت إلى القوات المسلحة السودانية، أجرت أول عملية جراحية في العام 1989م.

## المشاركة العامة
تقلد أميرة ديمتري لهذه الدرجة الرفيعة ليس استثناء اذ عرف السودان عبر التعايش الاجتماعي والديني تقلد عدد من السودانيين الأقباط لمناصب قيادية في الدولة والمؤسسات الاجتماعية منهم على سبيل المثال لويس سدرة الذي تقلد منصباً قيادياً في الشرطة وموريس سدرة الذي قاد وزارة الصحة ووديع حبشى الذي قاد وزارة الزراعة.
وللسودانيات تاريخ قديم في العمل في القوات المسلحة وتُعد المقدم فاطمة أبوبكر، أول سيدة التحقت بسلك ضباط القوات المسلحة في السودان، بعد تخرّجها في الكلية الحربية عام 1958 برتبة ملازم في تخصص التمريض العالي، لتشرف على أول قسم لـ«الحريمات» في القاعدة الطبية العسكرية (السلاح الطبي) بأم درمان. وتدرجت في الرتب العسكرية حتى تقاعدت بدرجة مقدّم.